# Луций Стертиний (управител)
Луций Стертиний (на латински: Lucius Stertinius) е политик и сенатор на Римската република. Произлиза от фамилията Стертинии.
Между 199 и 196 пр.н.е. той е управител на римската провинция Далечна Испания (Hispania Ulterior). През 196 пр.н.е. се връща в Рим и поставя статуи на Бичи форум и на Циркус Максимус. След това отива в Гърция като комисионер при Тит Квинкций Фламинин.